# Campodea minor
Campodea minor es una especie de hexápodo dipluro de la familia Campodeidae. Es endémica del oeste y norte de la península ibérica (España y Portugal).